# قراز بوكسي
القراز البوكسي (الاسم العلمي:Pauxi) هو جنس من الطيور يتبع فصيلة القرازية من رتبة الدجاجيات.

## أنواع قراز بوكسي
- قراز مخوّذ (الاسم العلمي:Pauxi pauxi)
- قراز مقرّن (الاسم العلمي:Pauxi unicornis)
- قراز سيرا (الاسم العلمي: Pauxi koepckeae)